# Robert McCormick Adams Jr.

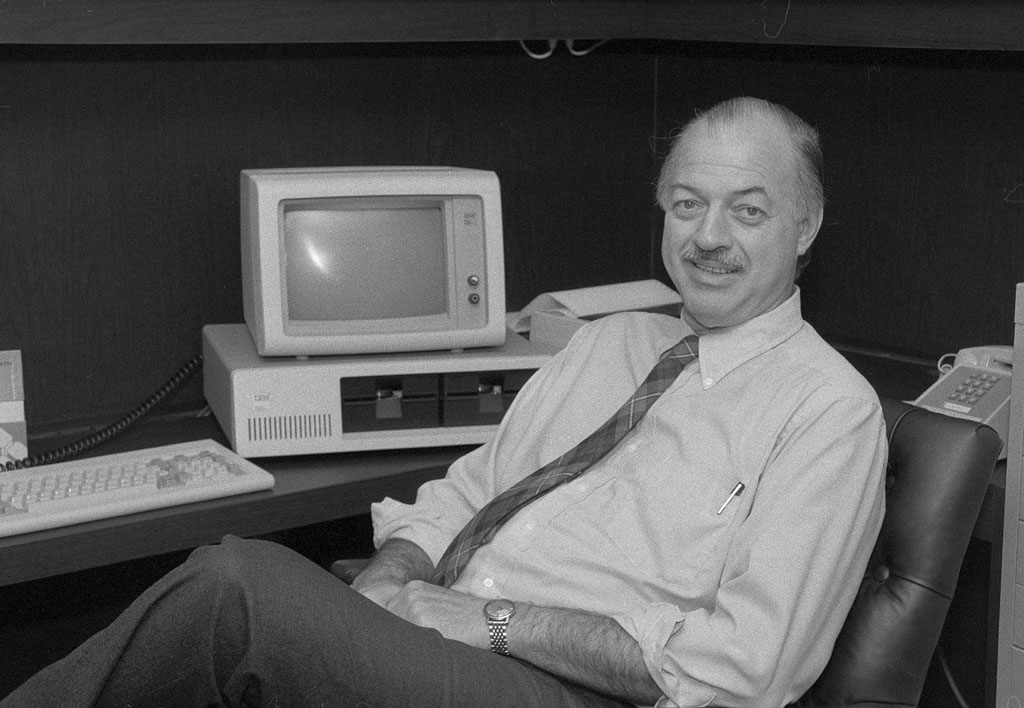
Robert McCormick Adams als 9. Sekretär der Smithsonian Institution

Robert McCormick Adams Jr. (* 23. Juli 1926 in Chicago, Illinois; † 27. Januar 2018 in Chula Vista, Kalifornien) war ein US-amerikanischer Anthropologe und Archäologe.
Robert McCormick Adams studierte an der University of Chicago, wo er 1957 promoviert wurde und von 1962 bis 1968 sowie von 1981 bis 1983 als Direktor des Oriental Institute arbeitete. Seine wissenschaftlichen Schwerpunkte waren der Nahe und Mittlere Osten sowie Mesoamerika. In Wissenschaftskreisen fanden vor allem seine Arbeiten im Irak Beachtung. Er war von 1984 bis 1994 Sekretär der Smithsonian Institution.
Im Jahr 1967 wurde er Fellow der American Academy of Arts and Sciences, 1970 Mitglied der National Academy of Sciences und 1976 der American Philosophical Society. Für seine Leistungen erhielt er 2002 den Gold Medal Award for Distinguished Archaeological Achievement des Archäologischen Instituts von Amerika.

## Veröffentlichungen (Auswahl)
- Level and Trend in Early Sumerian Civilization. University of Chicago, Chicago 1956.
- Land behind Baghdad. A History of Settlement on the Diyala Plains. University of Chicago Press, Chicago 1965.
- The Evolution of Urban Society : Early Mesopotamia and Prehispanic Mexico. Aldine Publishing Company, Chicago 1966.
- mit Hans Jörg Nissen: The Uruk Countryside. The Natural Setting of Urban Societies. University of Chicago Press, Chicago 1972.
- Heartland of Cities. Surveys of Ancient Settlement and Land Use on the Central Floodplain of the Euphrates. University of Chicago Press, Chicago 1981.
- Paths of Fire. An Anthropologist’s Inquiry into Western Technology. Princeton University Press, Princeton (NJ) 1996.